# Новозаводська районна рада (Чернігів)

## Функції
Основні функції:
- регулювання і контроль галузі житлово-комунального господарства;
- в галузі будівництва, регулювання будівництва у Новозаводському районі міста;
- забезпечення соціального захисту населення;
- забезпечення законності, правопорядку, охорони прав, свобод і законних інтересів громадян;
- виконання програми соціально-економічного розвитку району, інших цільових програм;
- прийняття та виконання районного бюджету.

Рада є юридичною особою, має печатку із зображенням Державного герба України та своїм найменуванням.

## Депутатський корпус
Депутатський корпус складається з 41 депутата, згідно з результатами виборів у 2010 році має наступний партійний склад, станом на 2014 рік:
| № | Партія                                 | Кількість депутатів | % депутатського корпусу |
| - | -------------------------------------- | ------------------- | ----------------------- |
| 1 | Всеукраїнське об’єднання "Батьківщина" | 14                  |                         |
| 2 | КПУ                                    | 2                   |                         |

## Галерея

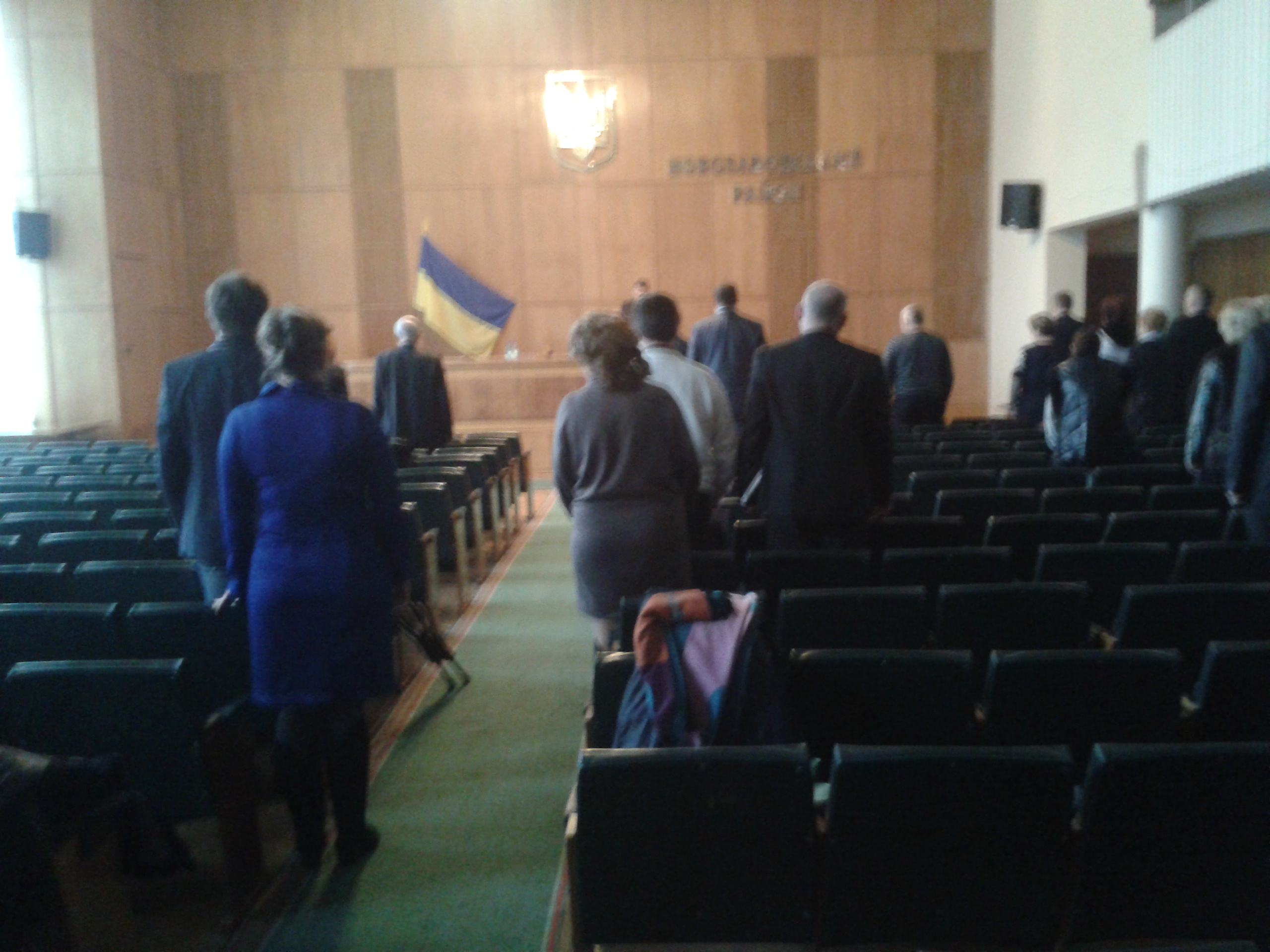
Депутати Новозаводської районної ради та запрошені на сесію представники місцевого бізнесу